# Tlacuilo (película)
Tlacuilo (El que escribe pintando) es una película mexicana producida y dirigida por Enrique Escalona en 1987 y  basada en los estudios y publicaciones de Joaquín Galarza sobre la pictografía náhuatl. 

## Historia
Es un documental realizado con técnicas de animación cinematográfica. Dirigido por Enrique Escalona y basado en los estudios y publicaciones de Joaquín Galarza sobre la pictografía náhuatl, para la lectura de códices prehispánicos, ejemplificándolo en la primera página del Códice Mendocino.
Tlacuilo es un documental que permite hacer un acercamiento a la escritura náhuatl y a la vida cotidiana del pueblo mexica.
El Códice Mendoza o Mendocino que fue pintado por los Tlacuilos gracias a un encargo de Antonio de Mendoza, primer virrey de la Nueva España con el objetivo de dar a conocer a Carlos I un poco de la vida e historia del pueblo mexica.
El códice está dividido en tres partes: la primera de ellas habla de la historia Tenochca, la cual tiene su culminación en 1521 o el año trece conejo; la segunda parte está enfocada en detallar los tributos de los 371 señoríos que estaban bajo el dominio de México-Tenochtitlán; y por último, la tercera parte señala la formación de un tenochca desde su nacimiento, sus obligaciones según su sexo, su educación y sus ocupaciones religiosas y militares al alcanzar cierta edad.
Los Tlacuilos escribían dibujando, por lo que Antonio de Mendoza encontró conveniente llamar a un traductor que interpretará en castellano el códice. El resultado fue nefasto ya que el uso del traductor sólo sirvió para deformar el pasado náhuatl. 
La llegada de el Códice Mendoza se ve truncada en el camino y nunca llega a manos de Carlos I, actualmente se encuentra en la biblioteca de Oxford.
Tlacuilo o Tlahcuilo (plural tlacuiloque) es una palabra derivada del náhuatl que significa 'el que labra la piedra o la madera' y que más tarde pasó a designar a lo que hoy llamamos escriba, pintor, escritor o sabio. También se les conocía como 'el que escribe pintando'. Los tlahcuilos eran hombres y mujeres hábiles en el dibujo, a quienes desde niños se les adiestraba en el conocimiento profundo de su lengua, cultura, costumbres, religión, política, arte, etc. ya que tenían que tener un vasto conocimiento de la vida de su sociedad para poder escribirlo con dibujos.
Tlacuilo se proponía demostrar que los códices prehispánicos eran escritura, que podían leerse "literalmente", ya que estaban hechos atendiendo a una estructura de signos con significados precisos, tesis que había desarrollado a lo largo de treinta años el doctor Joaquín Galarza, trabajando primero para el Centro de Estudios Mexicanos y Centroamericanos, fundado en los años sesenta por la Misión Etnográfica y Arqueológica de Francia para América Latina, y luego para el Centre Nationale de la Recherche Scientifique-Musée del'Homme a Paris. 
Abdías Manuel, uno de los más destacados miembros del Taller de Animación A. C. (TAAC), realizó, en colaboraciones con Rodolfo Segura, las animaciones de Tlacuilo: el que escribe pintado, de Enrique Escalona. Tlacuilo es, como acertadamente la calificó Juan Arturo Brenan, una rara avis de la cinematografía nacional. Es una cinta fuera de serie: al mismo tiempo documental didáctico, informe académico, película de dibujos animados y una obra de divulgación que aspira a llegar al gran público. No se puede decir que sea un mediometraje, pues dura 56 minutos, pero tampoco es un largometraje porque no rebasa la hora.
Escalona, fascinado con las teorías de Galarza encontró
"Que la única vía posible de levantar la estructura narrativa de Tlacuilo de una manera rigurosa y respetando hasta sus últimas consecuencias toda la carga académica y el peso de tan tremendas abstracciones no era sino utilizando el medio estrechamente controlado de la animación. Si bien esta especialidad es de gran fatiga y mucho costo, tiene en su favor el gran rigor que se necesita para su desarrollo, ya que es la única técnica cinematográfica que ejerce sobre sí misma el control total, del primero al último fotograma, de todas y cada una de las notas sonoras, donde cada milímetro de la superficie de la pantalla es importante, donde todas las partes de cada segundo son tomadas en cuenta."
Escalona logró cristalizar en Tlacuilo algunos de los muchos intereses y aficiones que había demostrado a lo largo de su vida.